# Triunghiul trinomial
în matematică triunghiul trinomial este o variație a triunghiului lui Pascal. Diferența dintre cele două este că un element din triunghiul trinomial este suma celor trei elemente (în loc de două în triunghiul lui Pascal) de deasupra lui.
Al {\displaystyle k}-lea element din al {\displaystyle n}-lea rând este notat prin
{\displaystyle {n \choose k}_{2}}.
Rândurile sunt indexate începând de la 0. Elementele din rândul al {\displaystyle n}-lea sunt indexate începând la stânga cu poziția {\displaystyle -n}, iar elementul din mijloc are indicele 0. Simetria elementelor unui rând față de elementul din mijloc este exprimată prin relația
{\displaystyle {n \choose k}_{2}={n \choose -k}_{2}}

## Proprietăți
Al {\displaystyle n}-lea rând corespunde coeficienților din dezvoltarea trinomului {\displaystyle (1+x+x^{2})} ridicat la a {\displaystyle n}-a putere:
{\displaystyle \left(1+x+x^{2}\right)^{n}=\sum _{j=0}^{2n}{n \choose j-n}_{2}x^{j}=\sum _{k=-n}^{n}{n \choose k}_{2}x^{n+k},}
sau, simetric,
{\displaystyle \left(1+x+1/x\right)^{n}=\sum _{k=-n}^{n}{n \choose k}_{2}x^{k},}
de unde denumirea alternativă de coeficienți trinomiali din cauza relației lor cu coeficienții multinomiali: 
{\displaystyle {n \choose k}_{2}=\sum _{\textstyle {0\leq \mu ,\nu \leq n \atop \mu +2\nu =n+k}}{\frac {n!}{\mu !\,\nu !\,(n-\mu -\nu )!}}}
În plus, diagonalele au proprietăți interesante, cum ar fi relația lor cu numerele triunghiulare.
Suma elementelor celui de al {\displaystyle n}-lea rând este {\displaystyle 3^{n}}.

## Relația de recurență
Coeficienții trinomiali pot fi generați folosind următoarea relație de recurență:
{\displaystyle {0 \choose 0}_{2}=1,}
{\displaystyle {n+1 \choose k}_{2}={n \choose k-1}_{2}+{n \choose k}_{2}+{n \choose k+1}_{2}} pentru {\displaystyle n\geq 0},
unde {\displaystyle {n \choose k}_{2}=0} pentru {\displaystyle \ k<-n} și {\displaystyle \ k>n}.

## Coeficienții trinomiali centrali
Elementele din mijloc ale triunghiului trinomial sunt:
1, 1, 3, 7, 19, 51, 141, 393, 1107, 3139, …
și au fost studiate de Leonhard Euler și sunt cunoscuți drept coeficienții trinomiali centrali.
Al {\displaystyle n}-lea coeficient trinomial central este dat de
{\displaystyle {n \choose 0}_{2}=\sum _{k=0}^{n}{\frac {n(n-1)\cdots (n-2k+1)}{(k!)^{2}}}=\sum _{k=0}^{n}{n \choose 2k}{2k \choose k}.}
Funcția lor generatoare este
{\displaystyle 1+x+3x^{2}+7x^{3}+19x^{4}+\ldots ={\frac {1}{\sqrt {(1+x)(1-3x)}}}.}
Euler a remarcat următorul exemplum memorabile inductionis fallacis (în română exemplu notabil de inducție greșită):
{\displaystyle 3{n+1 \choose 0}_{2}-{n+2 \choose 0}_{2}=F_{n}(F_{n}+1)} pentru {\displaystyle 0\leq n\leq 7},
unde {\displaystyle F_{n}} este al n-lea număr Fibonacci. Totuși, pentru {\displaystyle n} mari această relație este incorectă. George Andrews a explicat această această eroare folosind identitatea generală
{\displaystyle 2\sum _{k\in \mathbb {Z} }\left[{n+1 \choose 10k}_{2}-{n+1 \choose 10k+1}_{2}\right]=F_{n}(F_{n}+1).}

## Aplicații

### În șah
| a7 one   | b7 three | c7 six | d7 seven      | e7 six | f7 three | g7 one   |
| a6 three | b6 one   | c6 two | d6 three      | e6 two | f6 one   | g6 three |
| a5 six   | b5 two   | c5 one | d5 one        | e5 one | f5 two   | g5 six   |
| a4 seven | b4 three | c4 one | d4 white king | e4 one | f4 three | g4 seven |
| a3 six   | b3 two   | c3 one | d3 one        | e3 one | f3 two   | g3 six   |
| a2 three | b2 one   | c2 two | d2 three      | e2 two | f2 one   | g2 three |
| a1 one   | b1 three | c1 six | d1 seven      | e1 six | f1 three | g1 one   |

Triunghiul corespunde într-un joc de șah numărului de căi diferite prin care regele poate ajunge, folosind un număr minim de mutări, pe un anumit câmp.

### În combinatorică
Coeficientul {\displaystyle x^{k}} din dezvoltarea {\displaystyle \left(1+x+x^{2}\right)^{n}} dă numărul de moduri diferite de a trage {\displaystyle k} cărți din două seturi identice de {\displaystyle n} cărți de joc fiecare. De exemplu, din două seturi de câte trei cărți A, B, C, diferitele trageri pot fi:
| Numărul cărților alese | Numărul de opțiuni | Opțiuni                            |
| ---------------------- | ------------------ | ---------------------------------- |
| 0                      | 1                  |                                    |
| 1                      | 3                  | A, B, C                            |
| 2                      | 6                  | AA, AB, AC, BB, BC, CC             |
| 3                      | 7                  | AAB, AAC, ABB, ABC, ACC, BBC, BCC  |
| 4                      | 6                  | AABB, AABC, AACC, ABBC, ABCC, BBCC |
| 5                      | 3                  | AABBC, AABCC, ABBCC                |
| 6                      | 1                  | AABBCC                             |

De exemplu,
{\displaystyle 6={3 \choose 2-3}_{2}={3 \choose 0}{3 \choose 2}+{3 \choose 1}{2 \choose 0}=1\cdot 3+3\cdot 1.}
În particular, aceasta oferă formula {\displaystyle {24 \choose 12-24}_{2}={24 \choose -12}_{2}={24 \choose 12}_{2}} pentru numărul de mâini diferite în jocul de cărți Doppelkopf.
Alternativ, este posibilă obținerea acestei expresii luând în considerare numărul de moduri de a trage {\displaystyle p} perechi de cărți identice din cele două seturi, care este coeficientul binomial {\displaystyle {n \choose p}}. Cele {\displaystyle k-2p} cărți rămase pot fi apoi trase în {\displaystyle {n-p \choose k-2p}} moduri, care pot fi scrise în termeni de coeficienți binomiali ca
{\displaystyle {n \choose k-n}_{2}=\sum _{p=\max(0,k-n)}^{\min(n,[k/2])}{n \choose p}{n-p \choose k-2p}.}
Exemplul de mai sus corespunde celor trei moduri de tragere a două cărți fără a primi o pereche de cărți identice (AB, AC, BC) și celor trei moduri de tragere a unei perechi de cărți identice (AA, BB, CC).